# Juscorps
Juscorps é uma comuna francesa na região administrativa da Nova Aquitânia, no departamento de Deux-Sèvres. Estende-se por uma área de 6,48 km². Em 2010 a comuna tinha 373 habitantes (densidade: 57,6 hab./km²).